# Między piekłem a niebem
Między piekłem a niebem (ang. What Dreams May Come) – amerykański melodramat w reżyserii Vincenta Warda z 1998 roku. Nakręcony na podstawie powieści Richarda Mathesona.

## Obsada
- Robin Williams – Chris Nielsen
- Cuba Gooding Jr. – Albert
- Annabella Sciorra – Annie Nielsen
- Max von Sydow – Przewodnik
- Jessica Brooks Grant – Marie Nielsen
- Josh Paddock – Ian Nielsen
- Rosalind Chao – Leona
- Lucinda Jenney – Pani Jacobs
- Maggie McCarthy – Stacey Jacobs
- Wilma Bonet – Angie

## Fabuła filmu
Chris Nielsen pływając po szwajcarskich jeziorach, przypadkowo spotyka Annie. Po kilkunastu latach stają się szczęśliwą rodziną, mają dwoje dzieci.
Pewnego dnia dzieci giną w wypadku samochodowym. Annie obarcza się winą za to wydarzenie, podejmuje próbę samobójstwa i niezbędne jest leczenie psychiatryczne. Małżeństwo przechodzi chwilowy kryzys podczas którego Chris, nie umiejąc ulżyć Annie, proponuje jej rozwód. Szybko jednak okazuje się, że Annie nie chce rozwodu i para rwie dokumenty na strzępy, ku uldze Chrisa.
Kilka lat później życie państwa Nielsenów wraca do normy. Zbliża się rocznica porwania papierów rozwodowych którą Chris i Annie wspólnie świętują. Annie jest artystką (maluje obrazy), postanawia zamówić na swoją rocznicę kilka obrazów z pobliskiego muzeum. Okazuje się jednak, że obrazy nie dotrą na czas. Chris po pracy wyrusza samochodem po obrazy. W trakcie podróży jest świadkiem wypadku, postanawia pomóc poszkodowanym, jednak gdy chce pomóc jednej z ofiar sam zostaje potrącony przez samochód. Chris umiera.
Akcja filmu przenosi się w zaświaty. Chris początkowo nie chce w to uwierzyć, lecz potem przy pomocy kilku bliskich osób zdaje sobie z tego sprawę. Niebo w którym się znajduje jest tworem jego wyobraźni inspirowanym malarstwem żony. Odnajduje swoje dzieci.
Po jakimś czasie Annie nie mogąc sobie poradzić po stracie całej rodziny popełnia samobójstwo. Chris ma nadzieje, że Annie zaraz dołączy do niego w niebie, tymczasem jest to niemożliwe - samobójcy dostają się do piekła.
Zaczyna się podróż z nieba do piekła będąca swoistym katharsis, podczas której Chris, będzie próbował przy pomocy bliskich wydostać Annie z otchłani.

## Nagrody i nominacje
Oscary za rok 1998
- Najlepsze efekty specjalne – Joel Hynek, Nicholas Brooks, Stuart Robertson, Kevin Scott Mack
- Najlepsza scenografia i dekoracje wnętrz – Eugenio Zanetti, Cindy Carr (nominacja)

Nagroda Satelita 1998
- Najlepsze efekty specjalne – Ellen Somers